# Bonheiden
Bonheiden és un municipi belga de la província d'Anvers a la regió de Flandes. Està compost per les seccions de Bonheiden i Rijmenam. Limita amb els municipis de Mechelen, Putte, Sint-Katelijne-Waver, Keerbergen, Boortmeerbeek i Haacht.

## Evolució de la població

### Seglexix
| Any      | 1806 | 1816 | 1830 | 1846 | 1856 | 1866 | 1876 | 1880 | 1890 |
| -------- | ---- | ---- | ---- | ---- | ---- | ---- | ---- | ---- | ---- |
| Població | 923  | 1022 | 1265 | 1496 | 1528 | 1555 | 1644 | 1763 | 1969 |
|          |      |      |      |      |      |      |      |      |      |

### Segle XX (fins a 1976)
| Any      | 1900 | 1910 | 1920 | 1930 | 1947 | 1961 | 1970 | 1976 |  |
| -------- | ---- | ---- | ---- | ---- | ---- | ---- | ---- | ---- |  |
| Població | 2200 | 2680 | 2860 | 3529 | 4770 | 6583 | 7311 | 8058 |  |
|          |      |      |      |      |      |      |      |      |  |

### 1977 ençà
| Any       | 1977   | 1980   | 1985   | 1990   | 1995   | 2000   | 2005   |
| --------- | ------ | ------ | ------ | ------ | ------ | ------ | ------ |
| Població  | 12.038 | 12.145 | 12.389 | 12.803 | 13.287 | 14.089 | 14.387 |
| Font: NIS |        |        |        |        |        |        |        |

## Agermanament
- Boulieu-lès-Annonay